# Retrat del doctor Rey
Retrat del Doctor Rey és una pintura a l'oli realitzada per Vincent van Gogh el 1889, actualment exposada al Museu Puixkin, de Moscou.
Com a compatriota i admirador dels grans retratistes holandesos Rembrandt i Hals, Van Gogh creia que el futur de l'art pictòric pertanyia al gènere del retrat. En retratar el doctor Rey, de l'hospital d'Arle, que mostrà tanta compassió per l'artista malalt, Van Gogh va emfasitzar la seva natura amable i compassiva. Els colors brillants cal interpretar-los com una expressió de la seva admiració pel model --Van Gogh sempre tractava el color simbòlicament.